# Teidevisión-Canal 6
8Teidevisión-Canal 6 fue una televisión local de la isla de Tenerife (Canarias, España), con sede en el municipio de La Orotava. El canal nació a principios de 1997 con el nombre de 8Teidevisión y con posterioridad compró parte del material de Televisión Tenerife (TVT), cuando ésta cerró sus puertas. En 1999 se cambió el nombre 8Teidevisión al actual para así posicionarse en el dial de los televisores.
Su programación se basaba en la emisión de entrevistas y tertulias sobre la actualidad sociopolítica de Canarias y en programas de entretenimiento y variedades; un programa sobre cine y otro sobre sexualidad, así como en una programación nocturna para mayores de edad. Su emisión en cadena difundía la programación de la desaparecida red de televisión UNE. Actualmente su programación se basa en la difusión de programas de Tarot y pitonisas con participación del espectador a través de teléfonos de tarificación especial.
Apymevo Comercial, S.L., propietarios de 8Teidevisión-Canal 6, se hicieron con una licencia insular para la Isla de Tenerife de un canal TDT y empezaron sus emisiones en este sistema el 30 de mayo de 2008 (día de Canarias).
8Teidevisión-Canal 6 pertenece a Apymevo (Asociación de empresarios del Valle de la Orotava - Tenerife), y el director de la cadena televisiva es a su vez presidente de esta asociación empresarial. 
En la actualidad, la licencia gracias a la cual 8Canal 6 Teidevisión emite, queda en el aire tras su anulación por parte del Tribunal Superior de Justicia de Canarias y el anuncio de la convocatoria de un nuevo concurso

En el 2015 por falta de liquidez entre accionistas Canal 6 Teidevision echa el cierre de emisiones. 